# Björn Lind
Björn Johan Lind (* 22. března 1978, Ljusterö) je bývalý švédský běžec na lyžích.
Na olympijských hrách v Turíně roku 2006 vyhrál sprint jednotlivců a zároveň sprint dvojic (spolu s Thobiasem Fredrikssonem). Jeho nejlepším výsledkem na mistrovství světa bylo dvakrát čtvrté místo ve sprintu (2005, 2007). Ve světovém poháru se v roce 2006 stal celkovým vítězem ve sprintu a v součtu všech disciplín obsadil čtvrté místo. Vyhrál ve světovém poháru tři závody a sedmkrát stál na stupních vítězů. Roku 2006 byl vyhlášen švédským sportovcem roku. Od olympiády 2006 ho začala provázet řada zdravotních problémů. Závodní kariéru ukončil roku 2011. Od roku 2014 Lind pracuje pro společnost, která organizuje sportovní akce v Číně. Jeho sestra Sofia Lindová je také běžkyní na lyžích.